# PETA
PETA (People for the Ethical Treatment of Animals) je největší nezisková organizace bojující za práva zvířat na světě, založená v roce 1980 v USA. Jejím sloganem je "Nemáme žádné právo zvířata jíst, nosit jejich kůži a kožešiny, provádět na nich experimenty, využívat je v zábavním průmyslu, ani je jakýmkoli jiným způsobem vykořisťovat a týrat." Zaměřuje svoji činnost zejména na čtyři oblasti, kde jsou zvířata zneužívána nejčastěji: chovy a továrny (chov zvířat za účelem zpracování masa a dalších produktů), laboratoře (využívání zvířat pro testování kosmetiky, drogerie, léků atd.), oděvní průmysl (obchod s kožešinou a její získávání) a zábavní průmysl (cirkusy apod.). Staví se také velmi negativně ke konzumaci masa, rybaření, zabíjení zvířat označovaných jako škůdci, přivazování psů k boudám a ke kohoutím, psím i býčím zápasům. Ročně organizace PETA odhalí nespočet případů krutého zacházení se zvířaty a pomocí peticí, protestních kampaní, akcí, i zapojení známých osobností (Pamela Anderson, Pink, Joaquin Phoenix, Paul McCartney ad.) se snaží tyto případy vyřešit, nebo alespoň dosáhnout nějakých dílčích výsledků.
Organizaci PETA založila v březnu 1980 Ingrid Newkirk spolu s Alexem Pachecem, významným aktivistou bojujícím za práva zvířat. První větší pozornosti se jim dostalo v roce 1981, kdy v Americe probíhal velmi sledovaný soudní případ známý jako "Silver Spring monkeys". Jednalo se o spor, kdy PETA kvůli laboratorním experimentům a nevhodnému zacházení se 17 makaky zažalovala Institut behaviorálního výzkumu v Marylandu (Institute of Behavioral Research, Silver Spring, Maryland). Soudní spor trval deset let a během něj byla provedena jediná razie na zvířecí laboratoř v historii USA. Soud sice žalobu zamítl, nicméně případ vyvolal ve společnosti velké pozdvižení a vzbudil velký zájem médií. Po deseti letech boje za osvobození těchto makaků byl upraven zákon na ochranu zvířat (Animal Welfare Act) a organizace se díky tomuto případu stala mezinárodně známou. Už v roce 1991 měla 350 000 členů a roční rozpočet 7 milionů dolarů. Nyní má organizace tři miliony členů a podporovatelů a za rok 2015 obdržela dary ve výši 43 milionů dolarů.

## Historie

### Ingrid Newkirk
Newkirk se narodila v Anglii v roce 1949 a vyrůstala v Novém Dillí. V mládí se přestěhovala do USA studovat ekonomii. Když v roce 1969 donesla do útulku opuštěná koťata, byla tolik znepokojená jeho nevyhovujícími podmínkami, že zcela změnila své kariérní plány a začala se věnovat problematice ochrany zvířat.
V roce 1980 poznala Alexe Pacheca. Pacheco a Newkirk se seznámili v útulku pro zvířata, kde oba pracovali jako dobrovolníci. Pacheco jí představil knihu Osvobození zvířat (1975) od Petera Singera a Newkirk jej v roce 1980 přesvědčila, aby spolu založili organizaci PETA (v době vzniku to byla podle Newkirk organizace "o pěti členech scházejících se ve sklepě"). U zrodu organizace stáli povětšinou studenti a členové regionální vegetariánské komunity. Zakládající členkou organizace byla také britská aktivistka Kim Stallwood, která bojovala za ukončení vivisekce v Británii. Pacheco byl vůči nápadu na založení organizace skeptický, Newkirk jej ale přesvědčila, že je potřeba vytvořit silnou organizaci bojující za práva zvířat, protože ty stávající jsou příliš konzervativní.

## Poslání a činnost

### Profil organizace
PETA je organizace bojující za práva zvířat a jako taková odmítá speciesismus a bojuje proti vykořisťování a zneužívání zvířat jakýmkoli způsobem. Dělá o zneužívání zvířat osvětu pro zákonodárce a širokou veřejnost a také propaguje porozumění právu všech zvířat, aby s nimi bylo zacházeno s úctou. PETA propaguje veganství, snaží se změnit podmínky pro chování hospodářských zvířat na jatkách, vysílá aktivisty v utajení do výzkumných laboratoří, cirkusů a na farmy, umisťuje zvířata dříve využívaná pro zábavu do rezervací a žaluje společnosti, které odmítají změnit své stávající praktiky týkající se zacházení se zvířaty.

### Kampaně a protesty
Organizace je velmi známá svými údernými a nekompromisními mediálními kampaněmi, na kterých se pravidelně podílí i známé osobnosti (Ellen DeGeneres, Eva Mendes, Charlize Theron). Kampaně bývají často namířeny proti velkým korporacím z různých oblastí. Častým terčem organizace bývají fast-foodové řetězce KFC, Burger King nebo McDonald's. Organizace dále pravidelně kritizuje společnosti, které své produkty testují na zvířatech či využívají látky testované na zvířatech, například Avon, Unilever, General Motors. Jedním z modu operandi skupiny je zakoupení akcií v cílových společnostech jako McDonald's a Kraft Foods za účelem ovlivňování jejich přístupu ke zvířatům.
Organizace byla v mnoha případech díky svému vlivu, tlaku a kampaním úspěšná. Například oděvní značka Polo Ralph Lauren oznámila, že přestane využívat kožešiny. Velkým úspěchem je také nedávné oznámení luxusní značky Armani, že také přestane využívat kožešiny. Kosmetické značky Avon, Mary Kay, Revlon a Estée Lauder kvůli konstantnímu tlaku společnosti přestaly testovat produkty na zvířatech. V roce 2015 PETA nicméně zjistila, že tyto společnosti nechávají své kosmetické produkty testovat v čínských laboratořích za účelem prodeje na čínském trhu, protože podle zákona musí všechny kosmetické produkty v Číně být řádně otestované.

## Kritika a kontroverze
PETA je často terčem kritiky ze strany veřejnosti i nejrůznějších organizací. Jedním z případů je kritika za její přístup k eutanazii neadoptovatelných zvířat. Například podle Ministerstva pro zemědělství a spotřebitelské služby ve Virginii (VDCAS) PETA v roce 2014 provedla eutanazii u 2455 zvířat. Organizace ale v případech eutanazie argumentuje, že při tak velkých množstvích opuštěných zvířat, která jsou často velmi nemocná a přenášejí nemoci na další zvířata, není možné za každou cenu nechávat zvířata naživu. Dále také propaguje humánní eutanazii pomocí nitrožilní aplikace namísto zastřelení či zplynování, což bývá v USA častou praxí.

## Galerie

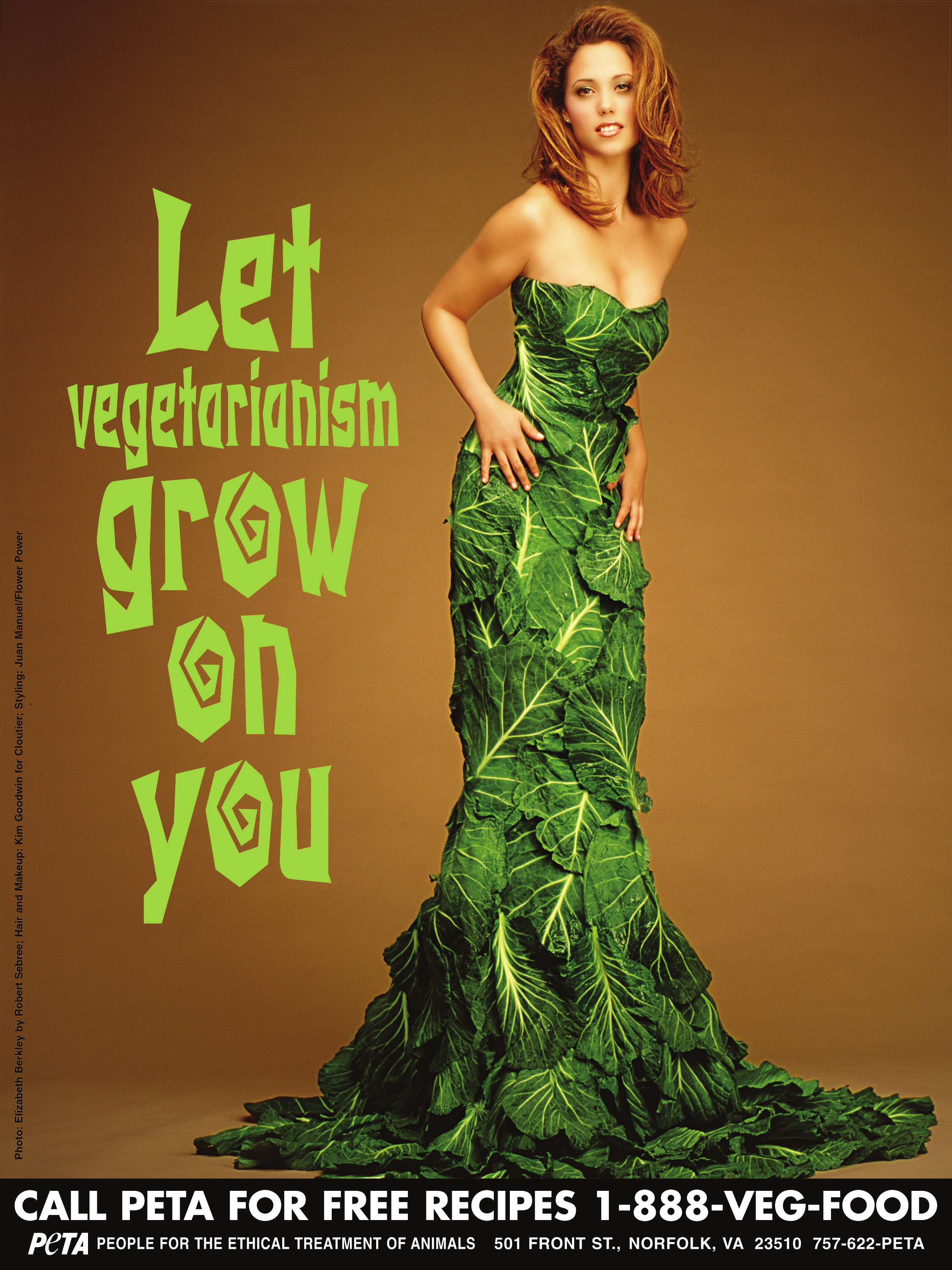
"Let vegetarianism grow on you" kampaň pro PETA. Modelka: Elizabeth Berkley